# Hipòcrates VII
Hipòcrates VII (en llatí Hippocrates, en grec Ἱπποκράτης) fou un metge de la dinastia dels Asclepíades, esmentat per Suides. Fill de Praxianax de Cos, hauria escrit algunes obres mèdiques. Les seves dates són desconegudes.